# リスキーシフト
リスキーシフト（英: risky shift）とは、社会心理学の用語で、集団の合意形成の過程においては、極端な言動が注目されやすいことにより、危険度が高い（リスキーな）アイディアが賛同を得られやすくなることをいう。「集団思考」（groupthink）として知られている現象のひとつで、ジェームス・A・F・ストーナー（英語: James A.F. Stoner）が1961年に報告した 。

## 概要
集団の中においては、常識的な意見や振る舞いはあまり注目されない。一方で、極端で突飛な意見やパフォーマンスは目を引きやすい。また、集団の意思決定においては、個々人の責任は軽くなるため、個人の意見として発表するには憚られるような極端な意見であっても、賛同しやすくなる。それは、他の賛同者が多ければ多いほど簡単になっていく。これにより、集団の合意形成においては、個人の意思決定では犯さないような間違いを犯すことがある。
他方で、コーシャスシフト（cautious shift）と呼ばれる現象も知られている。これは、集団での討議の結果、もともと個人が持っていた意見よりも、さらにリスクの低い保守的な結論が導かれる現象を指す。リスキーシフトとコーシャスシフトのいずれが生じるのかは、集団を構成する人々の初期の傾向に依るとされる。メンバーがリスク追求的であればリスキーシフトが、リスク回避的であればコーシャスシフトが生じる。リスキーシフトとコーシャスシフトは、合わせて集団極性化現象（group polarization）と呼ばれる。

## 例
例として、ネットの自殺願望を持った人達の掲示板、あるいはジョン・F・ケネディ大統領の時のキューバ危機、ワンマン社長とその取り巻きの放漫経営による会社経営の破綻などが挙げられる。